# The Rivieras
The Rivieras fue una banda estadounidense de rock que se formó a principios de la década de 1960 en South Bend (Indiana). Tuvieron un gran éxito con la canción "California Sun".

## Historia
La banda fue fundada por un grupo de adolescentes que estudiaban en  la escuela secundaria central de South Bend. Originalmente se llamaron Playmates, pero se vieron obligados a cambiar su nombre pues ya existía una banda con ese mismo nombre. Se rebautizaron con el nombre de un automóvil, el Buick Riviera.  Fueron una de las muchas bandas en Estados Unidos que integraron el movimiento denominado Garage rock a principios de la década de 1960.
La formación original de The Rivieras estaba integrada por Marty "Bo" Fortson a la voz y la guitarra, Joe Pennell a la guitarra, Otto Nuss al órgano, Doug Gean al bajo y Paul Dennert a la batería. La banda tuvo su único éxito en 1964 con una versión de la canción "California Sun" de Joe Jones. Alcanzó el número uno de las listas de éxitos sustituyendo al "I Want to Hold Your Hand" de los Beatles. 
Fortson, Pennell y Nolte dejaron el grupo para unirse al ejército estadounidense poco después de grabar "California Sun". Fueron reemplazados por Jim Boal (guitarra principal), Willie Gaut (voz, guitarra rítmica) y Bobby Wantuch (batería). El mánager de la banda, Bill Dobslaw, asumió el cargo de vocalista principal.  Otros miembros abandonaron el grupo bajo la presión de sus padres para concentrarse en sus estudios. Los reemplazos incluyeron a Jeff McKew (voz, guitarra) y Terry McCoy (batería). 
La banda se disolvió al cabo de tan sólo dos años debido al cambio en el gusto musical del público, que se debió en parte a la invasión británica. Durante la década de 1980, Fortson, Gean y Nuss se reunieron para actuar nuevamente.  Grabaron un álbum personalizado de 10 pistas para venderlo durante las actuaciones. 
La banda fue revivida en 2000 bajo el nombre de Wildcat por Fortson, Pennell y Dennert con Kevin Szucsits al teclado y bajo. El nombre, Buick Wildcat, surgió tras la jubilación de Gean y Nuss. El cambio de nombre vino acompañado de un cambio de estilo, más cercano al hard rock. 
Pennell murió el 21 de abril de 2011, a la edad de 66 años.  Fortson murió el 26 de septiembre de 2012, a los 67 años. 

## Miembros
- Marty "Bo" Fortson (14 de abril de 1945 - 26 de septiembre de 2012): voz principal y guitarra rítmica (1962-1963)
- Doug Gean - bajo (1962–)
- Joe Pennell - guitarra (1962-1963)
- Otto Nuss - órgano (1962-1966)
- Paul Dennert - batería (1962-1964)
- Stanley "Chip" Baginski - batería
- Bill Dobslaw - voz principal (1963–)
- Willy Gaut: voz, guitarra rítmica (1963-1965)
- Jim Boal - guitarra solista (1963-1965)
- Bobby Wantuch - batería
- John Swoveland - bajo (1966-1967)

## Discografía

### Álbumes
- Let's Have a Party (1964)
- Campus Party (Riviera, 1965)[6]

### Sencillos
- "Played On/California Sun" (Riviera, 1964)
- "California Sun/H.B. Goose Step" (Riviera, 1964)
- "Let's Have a Party/Little Donna" (Riviera, 1964)
- "Rockin' Robin/Battle Line" (Riviera, 1964)
- "Whole Lotta Shakin'/Rip It Up" (Riviera, 1965)
- "Whole Lotta Shakin'/Whole Lotta Shakin'" (Riviera, 1965)
- "Let's Go to Hawaii/Lakeview Lane" (Riviera, 1965)
- "Somebody New/Somebody Asked Me" (Riviera, 1965)
- "Never Feel the Pain/Bug Juice" (Riviera, 1965)
- "California Sun/Little Donna/Back in the Sun" (Riviera, 1965)
- "California Sun '65"